# 春日 (上尾市)
春日（かすが）は、埼玉県上尾市の町名。現行行政地名は春日一丁目および二丁目。住居表示実施済み（一部未実施区域あり）。郵便番号は362-0074。
市の統計などでは上尾地区で分類されている。本項ではかつて概ね同地域に所在した春日谷津村（かすがやつむら）についても述べる。

## 地理
埼玉県の中央地域（県央地域）で、上尾市中央部の鴨川左岸側の大宮台地上に位置する。地区東部から南部にかけて小河川が暗渠で流れ、南部では谷が生じている。町域は東部を高崎線を挟んで緑丘や上町と隣接し、南部は柏座、西部から北部にかけては弁財や浅間台と隣接する。北部では原新町とも僅かに隣接する。西部の境界線はやや錯綜する。
全域が市街化区域で、北部は第一種低層住居専用地域や第二種中高層住居専用地域、南部は第一種住居地域や第二種住居地域に指定され、主要な通り沿いに商業施設が見られるほかは、全体的に住宅地が広がり住宅が立ち並ぶ。年とともに減少傾向にあるが、生産緑地地区としての農地も見られる。

### 地価
住宅地の地価は、2018年（平成30年）の公示地価によれば、春日一丁目38−4の地点で14万6000円/m2となっている。

## 歴史
もとは江戸期より存在した武蔵国足立郡大谷領に属する春日谷津村であった。古くは柏座村（柏座の前身）の枝郷であったが、元禄期（1688年〜1704年）頃に柏座村より谷津村（現谷津）とともに分村して成立した。村高は『元禄郷帳』および『天保郷帳』によると55石余であった。化政期の戸数は10軒余であった。飛地が柏座・川村の間や弁財・今泉村の間や中妻・小泉村の間に存在していたほか、柏座村および中妻村のうちに存在した。
地名は村内に春日社が建立されていたことに因む。谷津は低湿地を意味し村内にも見られた。なお、春日社（春日神社）は現在の柏座二丁目に鎮座する。
1875年（明治8年）の農業産物高は武蔵国郡村誌によると米7.5石、大麦15石、小麦10石、大豆5石、小豆3石、甘藷1500貫であった。
- はじめは旗本春日氏の知行、後に知行は旗本小川氏となる[8]。なお、検地年代は不明。
- 幕末の時点では足立郡春日谷津村であった。明治初年の『旧高旧領取調帳』の記載によると、知行は旗本小川源之進[注釈 1]の知行であった[14][8][注釈 2]。
- 1868年（慶応4年）6月19日 - 武蔵知県事・山田政則（忍藩士）の管轄となる。
- 1869年（明治2年）
  - 1月13日 - 武蔵知県事・宮原忠英の管轄区域に大宮県を設置、同県の管轄となる。県庁は東京府馬喰町に置かれる。
  - 9月29日 - 県庁が浦和に置かれ浦和県に改称。
- 1871年（明治4年）11月13日 - 第1次府県統合により埼玉県の管轄となる。
- 1872年（明治5年）3月 - 大区小区制施行により第19区に属す[15][16]。
- 1879年（明治12年）3月17日 - 郡区町村編制法により成立した北足立郡に属す。郡役所は浦和宿に設置。
- 1884年（明治17年）7月14日 - 連合戸長役場制により成立した小泉村連合に属す。連合戸長役場は小泉村に設置[17]。
- 1889年（明治22年）4月1日 - 町村制施行に伴い、春日谷津村を含む区域をもって上尾町が成立、上尾町の大字春日谷津となる[8]。
- 1955年（昭和30年）1月1日 - 町村合併促進法の施行に伴い、上尾町が平方町・原市町・大石村・上平村・大谷村と合併して新たな上尾町が成立する[18]。上尾町の大字となる。
- 1958年（昭和33年）7月15日 - 上尾町が市制施行し[18]、上尾市の大字となる。
- 1959年（昭和34年） - 地内に藤井製作所（本社岡山県、後のヤンマー農機）の工場（敷地1.65ヘクタール）が春頃完成し、一部操業を開始する[19]。耕作機を製造していた。
- 1966年（昭和41年）7月1日 - 住居表示に関する法律に基づき住居表示（第二次）が実施され[20]、大字春日谷津の一部と柏座・沖ノ上・弁財の各一部を併合して春日一丁目・二丁目が成立[21][7]。また、大字春日谷津の一部が柏座一丁目〜四丁目の各一部となる[21][注釈 3]。これにより「上尾自動車学校」の住所が大字柏座から春日1丁目に変更となり、地内に立地するようになる。
- 1971年（昭和46年）9月16日 - 春日土地区画整理事業の都市計画決定[22]。
- 1972年（昭和47年） - 地内の「上尾自動車学校」（現ファインモータースクール上尾）が現在地（平塚）に移転する[23]。跡地は南側の一部が道路用地[24]となった他は臼田倉庫となる。
- 1975年（昭和50年）
  - 2月1日 - 春日土地区画整理事業の完成に伴ない、換地処分が実施される[注釈 4][26][27]。
  - 3月 - 地内に「春日土地区画整理組合記念会館」（現、春日記念会館）が落成する[28]。
- 1981年（昭和56年）5月1日 - 地区内に上尾市保健センター（現西保健センター）が開設される[29]。
- 1987年（昭和62年）
  - 月日不明 - 地区東端にある高崎線沿いの市道（現在の2048号[9]）に歩道が国庫補助事業により設置される[30]。
  - 11月22日 - 小敷谷吉田通線の高崎線と交差するアンダーパスが完工する[31][32]（供用開始は同年12月1日[33]）。
- 2002年（平成14年）2月 - 地内に「上尾西保育所」が開所する[31]。
- 2008年（平成20年）4月8日 - 地内に「春日クリニックモール」が開業する[34]。

### 存在していた小字
- 沼上[35][36][注釈 5]
- 新井[注釈 6]

※ 『新編武蔵風土記稿』には「金原」・「臺」の記載があるが未確認である。

## 世帯数と人口
2019年（平成31年）1月1日現在（上尾市発表）の世帯数と人口は以下の通りである。
| 丁目       | 世帯数    | 人口    |
| ---------- | --------- | ------- |
| 春日一丁目 | 1,327世帯 | 3,119人 |
| 春日二丁目 | 495世帯   | 1,186人 |
| 計         | 1,822世帯 | 4,305人 |

## 小・中学校の学区
市立小・中学校に通う場合、学区（校区）は以下の通りとなる。
| 丁目       | 番地 | 小学校               | 中学校           |
| ---------- | ---- | -------------------- | ---------------- |
| 春日一丁目 | 全域 | 上尾市立富士見小学校 | 上尾市立西中学校 |
| 春日二丁目 | 全域 | 上尾市立富士見小学校 | 上尾市立西中学校 |

## 事業所
2021年（令和3年）現在の経済センサス調査による事業所数と従業員数は以下の通りである。
| 丁目       | 事業所数  | 従業員数 |
| ---------- | --------- | -------- |
| 春日一丁目 | 68事業所  | 707人    |
| 春日二丁目 | 37事業所  | 428人    |
| 計         | 105事業所 | 1,135人  |

## 交通
地区内の東境をJR東日本高崎線が通るが鉄道駅は設置されていない。最寄り駅は北上尾駅であるが、地区によっては上尾駅も利用が可能である。

### 道路
地区内に国道や主要地方道・一般県道は通っていない。
- 小敷谷吉田通線[39]（はなみずき通り）
- 西宮下中妻線（並木通り）
- 富士見ヶ丘中妻線（浅間通り）

### バス
地区内には路線バスが無く、コミュニティバスのみの運行となっている。なお、過去に丸建自動車のけんちゃんバスが運行され、地内に「春日1丁目」、「春日2丁目」バス停留所が設置されている時期があった。
上尾市コミュニティバス「ぐるっとくん」
- 大石桶川線
- 大石領家北上尾線
- 平方丸山公園線

地区内は「春日一丁目」および「保健センター前」バス停留所が設置されている。

## 地域

### 町内会
- 春日町内会[42]

### 公園
- 春日第一公園（街区公園） - 指定緊急避難場所[43]。園内に春日土地区画整理事業竣工記念碑がある。
- 春日第二公園（街区公園） - 指定緊急避難場所
- 春日第三公園（街区公園） - 指定緊急避難場所
- 春日一丁目公園 - 付近に中世期の屋敷である曽我殿屋敷跡[11]があった。
- 春日広場

### 施設
町内の主要な通り沿いに商業施設が多く立地する。かつては春日1丁目32番1号の場所にヤンマー農機東京営業事務所等が所在した。また国土地理院の地図・空中写真閲覧サービスによると、1962年頃より1970年頃にかけて、ヤンマーの南西側（旧臼田産業の場所）に自動車教習所らしき施設が見られる。
- 西保健センター[46]（旧上尾市保健センター）
- 春日土地区画整理組合記念会館（春日記念会館）
- 市立上尾西保育所
- うぐす保育園上尾春日
- 春日クリニックモール
- 正一位稲荷大明神 - 2丁目14番2号の一角に立地

※ 春日神社は柏座二丁目に所在する。